# Embalse de Lanuza
El embalse de Lanuza es un embalse español situado en el pirenaico Valle de Tena (Huesca). Recoge las aguas del río Gállego, afluente del Ebro, además de las de otros pequeños arroyos y torrentes descendientes de las montañas aledañas. Su presa fue inaugurada en 1980 y permite embalsar una capacidad total de 16,86 hm³ de agua.
Con su construcción quedaron anegadas 114 hectáreas de terreno dedicadas principalmente a pastos, además de una parte del núcleo urbano de Lanuza, localidad que dio nombre al embalse y que quedaría completamente deshabitada en 1978.